# A Quick One
| Críticas profissionais | Críticas profissionais |
| Avaliações da crítica  | Avaliações da crítica  |
| Fonte                  | Avaliação              |
| ---------------------- | ---------------------- |
| allmusic               | link                   |
| Rolling Stone          | link                   |

A Quick One é o segundo álbum de estúdio lançado pela banda de rock britânica The Who. Os executivos da gravadora norte-americana lançaram o álbum renomeado para Happy Jack devido ao duplo sentido do original ("uma rapidinha"), e também pelo sucesso alcançado ali pelo compacto "Happy Jack".
Este é considerado pelos fãs como sendo um álbum primordial para o Who, devido à seu afastamento da fórmula de hard rock / blues apresentada no primeiro LP do grupo. Parte da estratégia de marketing para divulgar o disco foi uma exigência para que cada integrante da banda compusesse pelo menos duas músicas, fazendo deste o álbum do Who menos dominado pelas composições de Pete Townshend.
Este álbum foi também a primeira aproximação da banda com o formato de ópera rock, com "A Quick One While He’s Away", faixa-título do LP. É uma suíte de canções contando uma história de infidelidade e reconciliação. O formato evoluiria com o lançamento posterior de Tommy e depois Quadrophenia.
A Quick One foi também um passo em direção à Pop Music, o lado sônico do movimento Pop Art. A capa é uma versão Pop Art da banda tocando seus instrumentos.
O álbum foi gravado no IBC Studios, Pye Studios e Regent Sound em Londres, Inglaterra, em 1966 e produzido por Kit Lambert.

## Faixas
| A Quick One (Versão britânica)            | Happy Jack (Versão norte-americana)       |
| "Run Run Run" (Townshend)                 | "Run Run Run"(Townshend)                  |
| "Boris the Spider" (Entwistle)            | "Boris the Spider" (Entwistle)            |
| "I Need You" (Moon)                       | "I Need You" (Moon)                       |
| "Whiskey Man" (Entwistle)                 | "Whiskey Man" (Entwistle)                 |
| "Heatwave" (Holland/Dozier/Holland)       | "Cobwebs and Strange" (Moon)              |
| "Cobwebs and Strange" (Moon)              | "Don't Look Away"(Townshend)              |
| "Don't Look Away" (Townshend)             | "See My Way" (Daltrey)                    |
| "See My Way" (Daltrey)                    | "So Sad About Us" (Townshend)             |
| "So Sad About Us" (Townshend)             | "A Quick One While He's Away" (Townshend) |
| "A Quick One While He's Away" (Townshend) | "Happy Jack" (Townshend)                  |

## Observações sobre as músicas
"Heatwave" é uma versão da canção de Martha and the Vandellas, bastante popular no Reino Unido na época. No lançamento norte-americano, "Heatwave" foi cortada e substituída por "Happy Jack", então como faixa de abertura do disco.
"Boris the Spider" tornou-se conhecida como "A" música de John Entwistle, sendo tocada ao vivo durante praticamente todo o restante da carreira da banda; nas fotos dos últimos anos de Entwistle ele era sempre visto usando um colar de aranha.
"A Quick One While He’s Away" foi o primeiro passo de Townshend em direção à produção de óperas-rock pelo qual ele se tornou famoso. A banda começou a referir-se a ela como "mini-ópera", e no CD remasterizado de Live At Leeds Townshend pode ser ouvido apresentando esta música como "os pais de Tommy .

## Edições
- 1966 Reaction 593 002: LP original britânico. Intitulado A Quick One e produzido por Kit Lambert.
- 1967 Decca DL4892 (mono) / DL 74892 (estéreo): LP original norte-americano. Intitulado Happy Jack e produzido por Kit Lambert.
- 1988 MCAD-31331 (ISBN 7673-11331-2): Lançamento original em CD. Trazia os dois títulos ao mesmo tempo, A Quick One (Happy Jack) . Capa original, exceto pelo título. Mesmas faixas que a versão britânica, mais a versão norte-americana da música "Happy Jack" no final. Produtor: Kit Lambert. Produtor-executivo: Chris Stamp.
- 1995 MCAD-11267 (ISBN 08811-12672): Versão remasterizada em CD. Título revertido para A Quick One. Capa original, com um retrato dos rostos dos integrantes da banda pintados com as letras The W H O na contra-capa. Mesmas faixas que o original britânico, com mais 10 de bônus. Traz encarte de 10 páginas com texto de Chris Stamp, informações sobre as músicas e fotos do Who em 1966. Produtor: Jon Astley. Produtores-executivos: Bill Curbishley, Robert Rosenberg e Chris Charlesworth. Lista das músicas:

1. Run, Run, Run
2. Boris The Spider
3. I Need You
4. Whiskey Man
5. Heat Wave
6. Cobwebs and Strange
7. Don't Look Away
8. See My Way
9. So Sad About Us
10. A Quick One While He's Away
11. Batman
12. Bucket T
13. Barbara Ann
14. Disguises
15. Doctor, Doctor
16. I've Been Away
17. In The City
18. Happy Jack (Versão acústica)
19. Man With Money
20. My Generation / Land of Hope and Glory

- 2003 Polydor 589800-2 (ISBN 31458-98002): Relançamento do CD remasterizado. Todas as faixas (com exceção de 3) estão em estéreo verdadeiro. Mesma embalagem usada na versão de 1995. O número de catálogo é da versão britânica; a versão norte-americana traz o mesmo número da versão anterior.